# 1962 în științifico-fantastic
- 1961 în științifico-fantastic — 1962 în științifico-fantastic — 1963 în științifico-fantastic

1962 în științifico-fantastic a implicat o serie de evenimente:
- A avut loc a 20-a convenție Worldcon la Chicago, Illinois - președinte a fost Earl Kemp,[1] invitat de onoare a fost Theodore Sturgeon.[2]

## Nașteri și decese

### Nașteri
- 31 ianuarie : Will McIntosh, scriitor american.
- 2 martie : Hiroyuki Morioka, scriitor japonez.
- 27 martie - Kevin J. Anderson, scriitor american
- Frank Böhmert
- Justin Cronin
- Tim Etchells
- Brian Falkner
- Robert Feldhoff († 2009), autor al seriei Perry-Rhodan
- Sarah Hoyt
- Michael K. Iwoleit
- Detlef Köhler
- Jane Lindskold
- Frank Rehfeld
- Karl Schroeder
- Ryk E. Spoor
- Joachim Zelter

## Cărți

### Romane
- After Doomsday de Poul Anderson
- Alien Planet de Fletcher Pratt
- Babel 3805 de Pierre Barbet
- Black Man's Burden de Mack Reynolds
- Border, Breed nor Birth de Mack Reynolds
- Călătorie în a cincea dimensiune de Madeleine L'Engle
- A Clockwork Orange de Anthony Burgess
- Colomb de la lune  de René Barjavel
- Constelația din ape de Romulus Bărbulescu și George Anania
- Danny Dunn and the Heat Ray de Raymond Abrashkin și Jay Williams
- The Defiant Agents de Andre Norton
- The Drowned World de J. G. Ballard
- Expedition Venus de Hugh Walters
- The Girl, the Gold Watch & Everything de John D. MacDonald
- The Great Explosion de Eric Frank Russell
- Hospital Station de James White
- In High Places de Arthur Hailey
- Island de Aldous Huxley
- Întoarcerea - Amiaza veacului al XXII-lea de Arkadi și Boris Strugațki
- The Jewels of Aptorde Samuel R. Delany
- Journey Beyond Tomorrow de Robert Sheckley
- Little Fuzzy de H. Beam Piper
- Memoirs of a Spacewoman de Naomi Mitchison
- Necromancer de Gordon R. Dickson
- Omul din castelul înalt de Philip K. Dick
- A Plague of Pythons de Frederik Pohl
- Planet of the Damned de Harry Harrison
- Resacul spațiului de Philippe Curval
- Sera de Brian Aldiss
- Ultimul alb de I. M. Ștefan
- Secret Agent of Terra de John Brunner
- The Seed of Earth de Robert Silverberg
- The Sword of Aldones de Marion Zimmer Bradley
- Stagiarii de Arkadi și Boris Strugațki
- The Super Barbarians de John Brunner
- The Ladder in the Sky de John Brunner
- The Wanting Seed de Anthony Burgess
- The World in Winter de John Christopher

### Colecții de povestiri
- Aici sunt tigri de Ray Bradbury
- Dreams and Fancies de H. P. Lovecraft
- Great Science Fiction by Scientists, antologie editată de Groff Conklin
- Legendele căpitanilor stelari de G. Altov
- Or All the Seas with Oysters de Avram Davidson
- Shards of Space de Robert Sheckley
- Tales of Ten Worlds de Arthur C. Clarke
- Timpuri nenumărate de John Brunner
- War with the Robots de Harry Harrison
- The Wonder Effect de Frederik Pohl și Cyril M. Kornbluth
- The Trail of Cthulhude August Derleth
- Worlds of When, antologie editată de Groff Conklin.

### Povestiri
- „Marionetele” (engleză: „Puppet Show”) de Fredric Brown
- „Odoare din trecut” de John Brunner
- „Cuvântul nescris” de John Brunner
- „Rotunjimea timpului” de John Brunner
- „Un fir din barba lui Mahomed” de Dimităr Peev

## Filme
| Titlu                                            | Regizor                         | Distribuție                                                         | Țara                                                                               | Sub-Gen /Note |
| ------------------------------------------------ | ------------------------------- | ------------------------------------------------------------------- | ---------------------------------------------------------------------------------- | ------------- |
| Omul amfibie (Celovek amfibia - Человек-амфибия) | Ghennadi Kazanschi              | Vladimir Korenev, Anastasia Vertinskaia, Mihail Kozakov             | Uniunea Republicilor Sovietice Socialiste                                          |               |
| The Brain That Wouldn't Die                      | Joseph Green                    | Herb Evers, Adele Lamont                                            | Statele Unite ale Americii                                                         |               |
| Creation of the Humanoids                        | Wesley Barry                    | Don Megowan, Erica Elliott, Dudley Manlove                          | Statele Unite ale Americii                                                         |               |
| The Day of the Triffids                          | Steve Sekely                    | Howard Keel, Kieron Moore, Janette Scott                            | Regatul Unit al Marii Britanii și al Irlandei de Nord                              |               |
| Gorath                                           | Ishirō Honda                    | Ryo Ikebe, Yumi Shirakawa, Takashi Shimura                          | Japonia                                                                            |               |
| In Search of the Castaways                       | Robert Stevenson                | Hayley Mills, Maurice Chevalier, George Sanders, Wilfrid Hyde-White | Statele Unite ale Americii · Regatul Unit al Marii Britanii și al Irlandei de Nord |               |
| Invasion of the Star Creatures                   | Bruno VeSota                    | Bob Ball, Frankie Ray, Gloria Victor, Dolores Reed                  | Statele Unite ale Americii                                                         |               |
| La jetée                                         | Chris Marker                    | Jean Negroni, Etienne Becker                                        | Franța                                                                             |               |
| Journey to the 7th Planet                        | Sidney Pink                     | John Agar, Greta Thyssen, Ann Smyrner                               | Danemarca · Statele Unite ale Americii                                             |               |
| King Kong vs. Godzilla                           | Ishirō Honda, Thomas Montgomery | Michael Keith, James Yagi, Tadao Takashima                          | Japonia · Statele Unite ale Americii                                               |               |
| Moon Pilot                                       | James Neilson                   | Tom Tryon, Dany Saval                                               | Statele Unite ale Americii                                                         | [ 3 ]         |
| Night of the Bloody Apes                         | René Cardona                    | José Moreno, Armando Silvestre                                      | Mexic                                                                              |               |
| Panic in Year Zero!                              | Ray Milland                     | Ray Milland, Jean Hagen, Frankie Avalon                             | Statele Unite ale Americii                                                         |               |
| Planeta Bur                                      | Pavel Klushantsev               | Vladimir Yemelyanov, Georgiy Zhzhenov, Gennadi Vernov               | Uniunea Republicilor Sovietice Socialiste                                          | [ 4 ]         |
| Varan the Unbelievable                           |                                 | Myron Healey, Tsuruku Kobayashi, Derick Shimatsu                    | Statele Unite ale Americii                                                         |               |

## Premii
- Premiile Hugo decernate la Worldcon (31 august - 3 septembrie)[6]
  - Premiul Hugo pentru cel mai bun roman:[7] Străin în țară străină de Robert A. Heinlein
  - Premiul Hugo pentru cea mai bună povestire: seria Hothouse de Brian W. Aldiss
  - Premiul Hugo pentru cea mai bună prezentare dramatică:  Zona crepusculară
  - Premiul Hugo pentru cea mai bună revistă profesionistă: Analog
  - Premiul Hugo pentru cel mai bun fanzin: Warhoon, editat de Richard Bergeron

## Jocuri video
- Spacewar! - programat de Steve "Slug" Russell, Martin "Shag" Graetz și Wayne Wiitanen.